# Thibault Peyre
Pour les articles homonymes, voir Peyre.
Thibaut Peyre est un footballeur français, né le 3 octobre 1992 à Martigues. Il évolue actuellement en Arabie Saoudite, à Al-Batin en tant que défenseur.

## Biographie
Formé au Toulouse FC, Thibault Peyre rejoint le LOSC durant l'été 2013, puis le club lillois le prête lors du mercato hivernal suivant pour six mois au Royal Mouscron-Peruwelz qui évolue en seconde division belge.
Il y réalise ses débuts professionnels en participant à 15 matchs. Son prêt terminé, il reste dans le club belge qui vient d'être promu en Jupiler League.
Pour la saison 2017-2018, le joueur signe en faveur de l'Union Saint-Gilloise.
En janvier 2019, il quitte l'Union alors en lice pour le titre en D1B et rejoint le rival du KV Malines malgré l'implication du club dans une affaire de matches truqués, au plus grand désarroi des supporters.
Choix payant, car il remporte la coupe de Belgique et remonte en élite avec le KV Malines.
Il est un élément clé dans la défense Malinoise.
Il part en janvier 2023 pour l'Arabie Saoudite, en signant librement après le Al-Batin FC pour un contrat courant jusqu'en 2024, après résiliation de son contrat.

## Palmarès
- Championnat de Belgique D2 : 
  - Champion : en 2019 avec le KV Malines
- Coupe de Belgique
  - Vainqueur : en 2019 avec le KV Malines